# Сиприано, Маркос Робсон
Ма́ркос Ро́бсон Сиприа́но (порт.-браз. Marcos Robson Cipriano) более известный, как Марки́ньос Сиприано (порт.-браз. Marquinhos Cipriano); род. 9 февраля 1999, Катандува, Сан-Паулу) — бразильский футболист, защитник клуба «Сьон».

## Клубная карьера
Сиприано — воспитанник клубов «Деспортиво Бразил» и «Сан-Паулу». 17 января 2018 года в матче Лиги Паулиста против «Сан-Бенту» он дебютировал за основной состав последнего. Летом 2018 года Маркиньос перешёл в донецкий «Шахтер», подписав контракт на 5 лет. Сумма трансфера составила 1 млн евро. 29 июля в матче против столичного «Арсенала» он дебютировал в украинской Премьер-лиге.

## Достижения
«Шахтёр» (Донецк)
- Чемпион Украины (2): 2018/19, 2019/20
- Обладатель Кубка Украины: 2018/19